# 初午

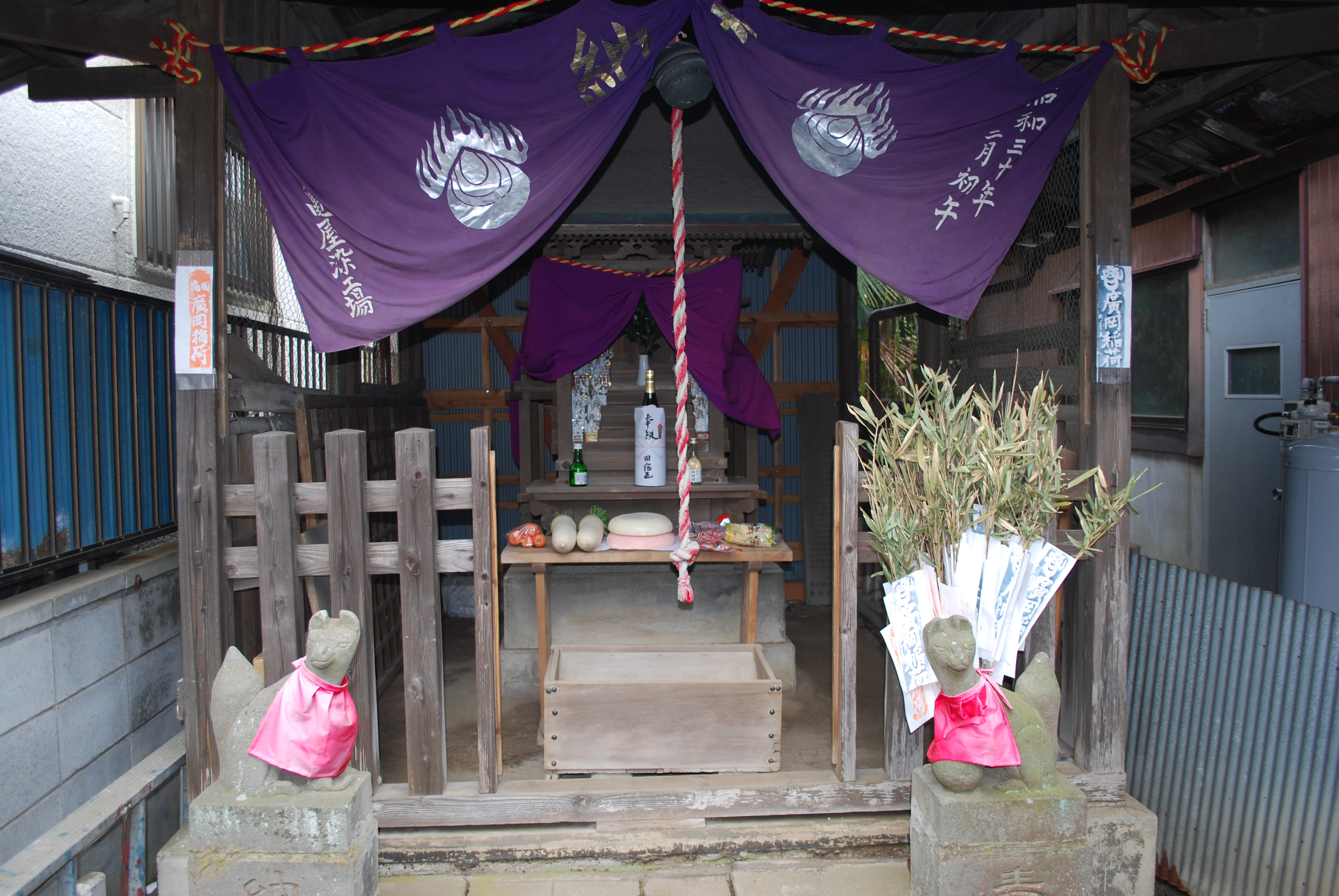
旧历初午的稻荷神社（摄于千叶县香取市）

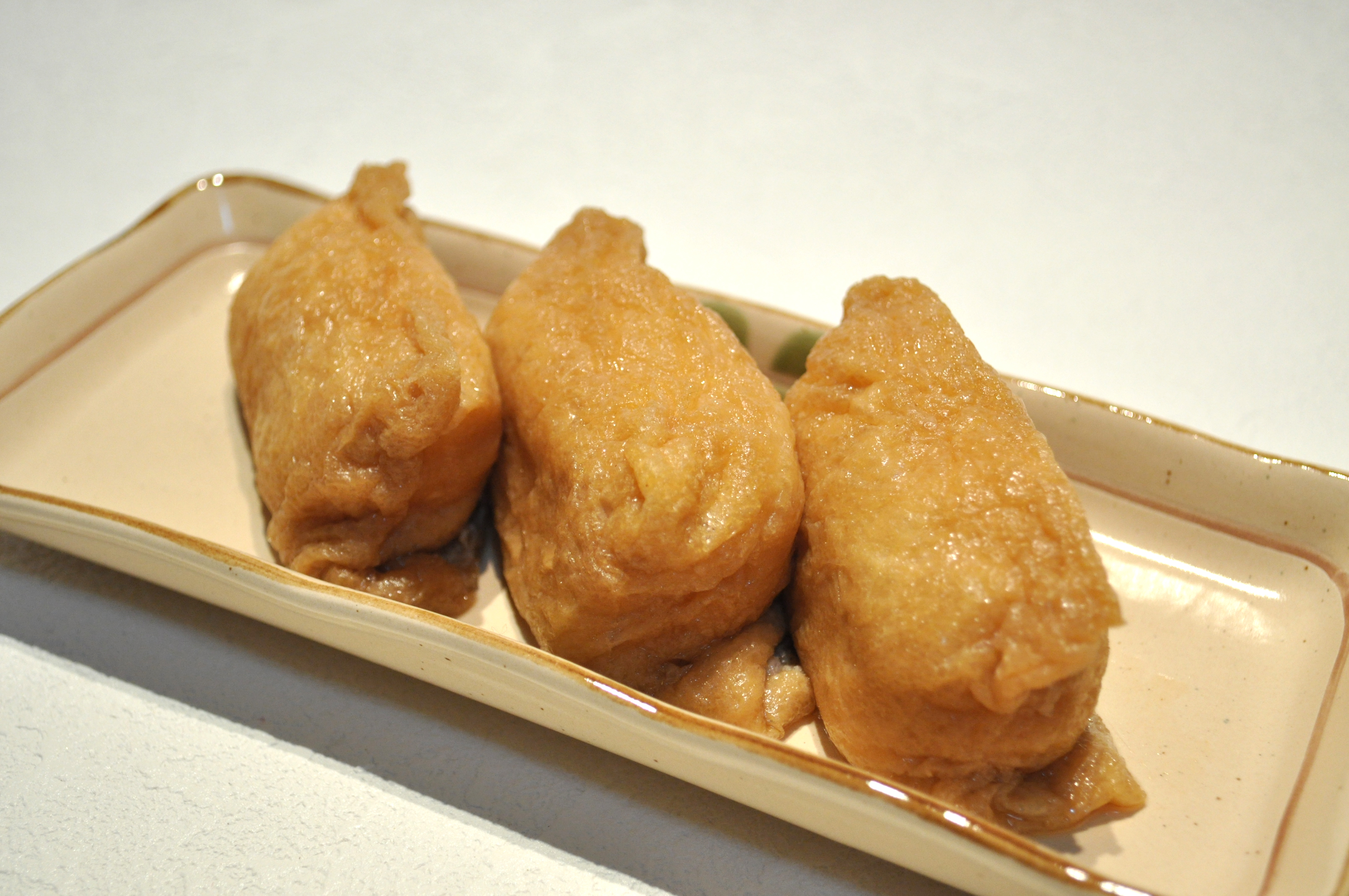
初午有吃稻荷寿司的习俗

初午（／）是每年2月的首个午日，日本各地的稻荷神社在当日会举行祭祀稻荷神之礼。其原指日本旧历二月的首个午日，明治维新后改为西历2月。
日本的初午习俗起源于平安时代。相传稻荷大神于和铜四年（711年）初午之日于稻荷山（伊奈利山）三峰显灵，伏见稻荷大社也由此创立。此后每年初午，以伏见稻荷大社为首的全日本稻荷神社都会举行祭礼，人们以此祈求五谷丰登。稻荷神本为农业神，不过江户时代由于商业兴盛发达，稻荷神也便逐渐发展为商业兴隆之神。初午祭时人们到稻荷神社参拜时会向神殿投福钱，以期福钱留在御帘之内，如此便寓意好运将至。由于在日本稻荷信仰中狐狸是稻荷神的使者，初午祭时人们还会供上狐狸爱吃的油炸豆腐与红豆饭等。
除京都伏见稻荷大社外，东京王子稻荷神社、神奈川县白笹稻荷神社、爱知县丰川稻荷等地的初午祭也都颇为有名。